# 라파엘 모레노 아란사디
라파엘 모레노 아란사디(바스크어: Rafael Moreno Aranzadi; 1892년 5월 23일, 바스크 주 빌바오 ~ 1922년 3월 1일, 바스크 주 빌바오)는 스페인의 전 축구 선수로, 공격수로 활동하였다.
그는 1910년대에서 1920년대까지 아틀레틱 빌바오에서 활동하였다. 그의 별칭은 바스크어로 "작은 오리"를 뜻하는데, 이 별명은 그의 왜소하고 가냘픈 체구에서 비롯되었다.

## 클럽 경력
피치치는 비스카이아 도 빌바오 출신으로, 피치치는 1913년 3월에 첫 코파 델 레이 결승전에 출전했는데, 그가 유일하게 활동한 구단은 라싱 이룬에게 0-1로 패했다. 몇 달 후인 8월 21일, 그는 레알 우니온으로 개칭한 같은 상대를 맞이하여 산 마메스 개장 경기를 치렀고, 그는 신구장에서의 첫 골을 기록한 주인공이 되었다. 두 달 후, 그는 레알 소시에다드 신구장 아토차의 개장 경기에서도 첫 골의 주인공이 되었다.
머리에 흰색 천조각을 매서 경기장에서 쉽게 알아볼 수 있는 피치치는 이후 5번의 국내 컵 대회 결승전에 출전했는데, 이 중 4번을 우승하였고, 에스파뇰과의 1915년 결승전에서는 해트트릭을 달성하며 아틀레틱의 5-0 대승을 견인했다.
1920년 하계 올림픽을 마치고 귀국하고 나서, 몇몇 지지자들은 그의 '거성'과 같은 활약에 견주어 볼 수 있는 활약을 하지 못한다는 혹평이 있었고, 그로 인해 그는 선수 활동을 갑작스럽게 마치고, 심판일을 할 준비를 하고 있었다. 1922년 3월 2일, 그는 급성 티푸스로 29세에 요절하였고, 피치치의 요절 소식을 들은 지지자들은 충격과 슬픔에 휩싸였고, 자신들의 영웅을 떠나게 만든 폭언을 한 것에 대한 후회감이 고조되었다. 그는 선수 시절에 뛴 유일한 구단 소속으로 89번의 경기에서 83골을 기록했다.

## 국가대표팀 경기
1920년, 피치치는 스페인 국가대표팀의 원년 선수단원으로서 벨기에 안트베르펜에서 열린 하계 올림픽에 참가했다. 그는 1달 동안 성인 국가대표팀 경기에 5번 출전했는데, 그의 첫 경기는 1-0으로 이긴 덴마크와의 경기였다.

## 사생활
피치치의 부친은 빌바오의 시장을 역임했으며, 삼촌은 문학가 미겔 데 우나무노였다. 그와 그의 훗날 아내가 되는 여인은 아우렐리오 아르테타의 시대를 넘는 작품으로 영원히 전해지게 되었다. (비록 이 그림의 주인공은 그의 동료였던 호세 마리아 벨라우스테이나, 피치치의 사후 이 그림은 피치치와 그의 약혼녀로 전해지게 되었다)

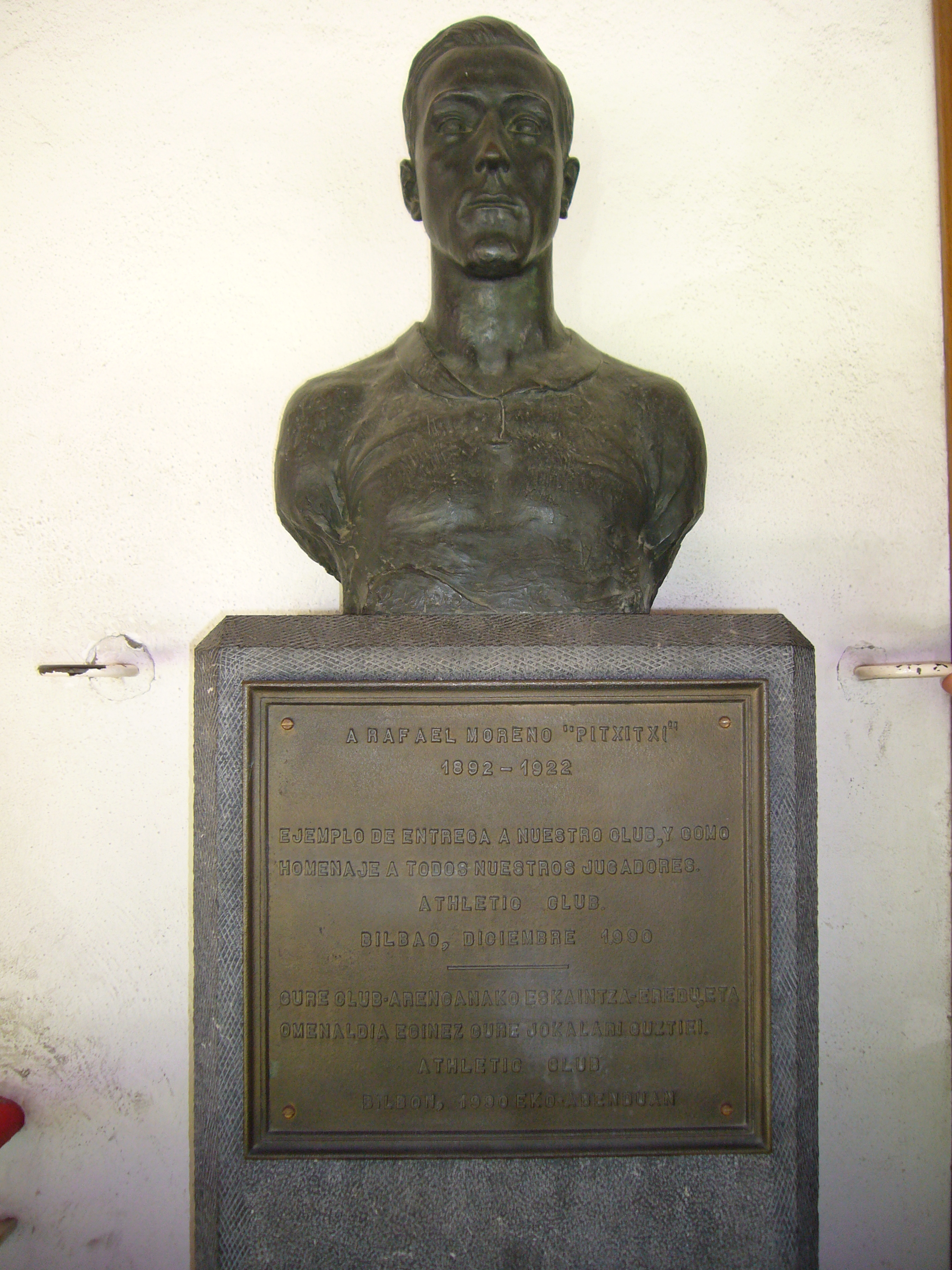
산 마메스의 피치치 흉상

1926년, 피치치를 기리기 위한 흉상이 산 마메스 경기장에 세워졌다. 흉상이 세워진 후, 경기장을 처음 찾아오는 원정 선수단은 흉상 밑에 꽃다발 한 아름 내려다 놓아 예의를 표하는 것이 전통으로 자리잡았다. 아틀레틱의 신구장에 수용 가능할 지에 대한 우려가 있었으나, 흉상의 부지가 선수 입장 통로 옆으로 확정되면서, 전통이 2013년에 신 구장을 지으면서도 이어질 수 있도록 하였다.
1953년, 스페인의 스포츠 일간지 마르카는 그를 기리기 위해 트로페오 피치치를 도입했다. 이 상은 라 리가와 세군다 디비시온의 최다 득점자에게 매년마다 각각 수상되었다.

## 수상

### 클럽
- 코파 델 레이: 1914, 1915, 1916, 1921[11]
- 북부/비스카이아 지역 선수권 대회: 1913–14, 1914–15, 1915–16, 1919–20, 1920–21[11]

### 국가대표팀
- 하계 올림픽 은메달 1920[18]

## 같이 보기
- 원클럽맨 명단